# Macaca ochreata
El macaco crestado de Célebes (Macaca ochreata) es una especie de primate catarrino de la familia Cercopithecidae que habita en la isla de Célebes en Indonesia. Es un primate de hábitos diurno predominantemente arborícola. Tiene entre 50 y 59  centímetros de longitud corporal y una cola de entre 35 y 40 centímetros. Se alimenta de higos, yemas, invertebrados y cereales.
Se reconocen dos subespecies:
- Macaca ochreata ochreata, habita en la península sureste de Célebes
- Macaca ochreata brunnescens,  se encuentra en las islas de Muna y Buton.